# Riza Durmisi
Riza Durmisi (* 8. ledna 1994, Kodaň, Dánsko) je dánský fotbalový obránce a reprezentant s makedonskými kořeny, který hraje v italském klubu US Salernitana 1919, kde je na hostování z římského Lazia.

## Klubová kariéra
S profesionální kopanou začal v dánském klubu Brøndby IF v sezóně 2012/13.

## Reprezentační kariéra
Durmisi nastupoval za dánské mládežnické reprezentační výběry v kategoriích od 16 let. Zúčastnil se Mistrovství Evropy hráčů do 21 let 2015 konaného v Praze, Olomouci a Uherském Hradišti, kde byli mladí Dánové vyřazeni v semifinále po porážce 1:4 ve skandinávském derby pozdějším vítězem Švédskem.
V A-týmu Dánska debutoval 8. 6. 2015 v přátelském zápase ve Viborgu proti týmu Černé Hory (výhra 2:1).